# Gran Premio motociclistico del Giappone 2003
Il Gran Premio motociclistico del Giappone 2003 corso il 6 aprile, è stato il primo Gran Premio della stagione 2003 e ha visto vincere nella MotoGP la Honda di Valentino Rossi, nella classe 250 la Aprilia di Manuel Poggiali e nella classe 125 la Aprilia di Stefano Perugini.
La stagione si apre in modo tragico, con l'incidente del pilota giapponese Daijirō Katō; mentre si apprestava ad affrontare l'ultima chicane prima dell'arrivo durante il secondo giro della gara della classe MotoGP, il pilota fu sbalzato dalla moto e sbatté contro le protezioni esterne, a causa dell'impatto il pilota entrò in coma per poi morire due settimane dopo per le lesioni riportate. Per motivi di sicurezza dalla stagione successiva il GP del Giappone venne spostato sul circuito di Motegi.

## MotoGP
Tamaki Serizawa corre in questo gran premio con una Moriwaki MD211VF Proto prendendo il posto di una delle Harris WCM, in quanto il team britannico non aveva individuato un sostituto per il tedesco Ralf Waldmann, che aveva annunciato il proprio ritiro dalle competizioni prima dell'inizio della stagione.
Norifumi Abe, iscritto inizialmente al Gran Premio come wild card, a partire dalla giornata di sabato passa a ricoprire il ruolo di sostituto di Marco Melandri, infortunatosi nelle prime prove libere, per il team Fortuna Yamaha.

### Arrivati al traguardo
| Pos. | Nº | Pilota           | Squadra                   | Motocicletta       | Giri | Tempo     | Griglia | Punti |
| ---- | -- | ---------------- | ------------------------- | ------------------ | ---- | --------- | ------- | ----- |
| 1º   | 46 | Valentino Rossi  | Repsol Honda              | Honda RC211V       | 21   | 44:13.182 | 1       | 25    |
| 2º   | 3  | Max Biaggi       | Camel Pramac Pons         | Honda RC211V       | 21   | +6.445    | 2       | 20    |
| 3º   | 65 | Loris Capirossi  | Ducati Marlboro           | Ducati Desmosedici | 21   | +8.209    | 15      | 16    |
| 4º   | 15 | Sete Gibernau    | Telefónica Movistar Honda | Honda RC211V       | 21   | +13.209   | 6       | 13    |
| 5º   | 12 | Troy Bayliss     | Ducati Marlboro           | Ducati Desmosedici | 21   | +23.099   | 13      | 11    |
| 6º   | 45 | Colin Edwards    | Alice Aprilia Racing      | Aprilia RS Cube    | 21   | +29.040   | 9       | 10    |
| 7º   | 69 | Nicky Hayden     | Repsol Honda              | Honda RC211V       | 21   | +29.126   | 22      | 9     |
| 8º   | 4  | Alex Barros      | Gauloises Yamaha          | Yamaha YZR-M1      | 21   | +30.526   | 8       | 8     |
| 9º   | 56 | Shin'ya Nakano   | d'Antín Yamaha            | Yamaha YZR-M1      | 21   | +33.447   | 10      | 7     |
| 10º  | 7  | Carlos Checa     | Fortuna Yamaha            | Yamaha YZR-M1      | 21   | +40.200   | 4       | 6     |
| 11º  | 17 | Norifumi Abe     | Fortuna Yamaha            | Yamaha YZR-M1      | 21   | +44.790   | 14      | 5     |
| 12º  | 41 | Noriyuki Haga    | Alice Aprilia Racing      | Aprilia RS Cube    | 21   | +1:03.358 | 17      | 4     |
| 13º  | 21 | John Hopkins     | Suzuki Grand Prix         | Suzuki GSV-R       | 21   | +1:03.950 | 12      | 3     |
| 14º  | 10 | Kenny Roberts Jr | Suzuki Grand Prix         | Suzuki GSV-R       | 21   | +1:04.085 | 7       | 2     |
| 15º  | 19 | Olivier Jacque   | Gauloises Yamaha          | Yamaha YZR-M1      | 21   | +1:09.990 | 21      | 1     |
| 16º  | 8  | Garry McCoy      | Kawasaki Racing           | Kawasaki ZX-RR     | 21   | +1:16.572 | 20      |       |
| 17º  | 88 | Andrew Pitt      | Kawasaki Racing           | Kawasaki ZX-RR     | 21   | +1:17.380 | 23      |       |
| 18º  | 48 | Akira Yanagawa   | Kawasaki Racing           | Kawasaki ZX-RR     | 21   | +1:23.605 | 18      |       |
| 19º  | 25 | Tamaki Serizawa  | Moriwaki Racing WCM       | MD211VF Proto      | 21   | +1:35.459 | 16      |       |
| 20º  | 11 | Tōru Ukawa       | Camel Pramac Pons         | Honda RC211V       | 21   | +1:57.128 | 3       |       |

### Ritirati
| Nº | Pilota            | Squadra                   | Motocicletta | Giri | Griglia |
| -- | ----------------- | ------------------------- | ------------ | ---- | ------- |
| 6  | Makoto Tamada     | Pramac Honda              | Honda RC211V | 12   | 5       |
| 9  | Nobuatsu Aoki     | Proton Team KR            | Proton KR3   | 7    | 19      |
| 99 | Jeremy McWilliams | Proton Team KR            | Proton KR3   | 6    | 24      |
| 74 | Daijirō Katō      | Telefónica Movistar Honda | Honda RC211V | 2    | 11      |

### Non partito
| Nº | Pilota      | Squadra | Motocicletta |
| -- | ----------- | ------- | ------------ |
| 35 | Chris Burns | WCM     | Harris WCM   |

## Classe 250

### Arrivati al traguardo
| Pos. | Nº | Pilota                | Squadra                     | Motocicletta | Giri | Tempo     | Griglia | Punti |
| ---- | -- | --------------------- | --------------------------- | ------------ | ---- | --------- | ------- | ----- |
| 1º   | 54 | Manuel Poggiali       | MS Aprilia                  | Aprilia      | 19   | 41:36.284 | 23      | 25    |
| 2º   | 92 | Hiroshi Aoyama        | Harc-Pro                    | Honda        | 19   | +1.373    | 1       | 20    |
| 3º   | 72 | Yūki Takahashi        | Dy Do Miu Racing            | Honda        | 19   | +1.496    | 7       | 16    |
| 4º   | 5  | Sebastián Porto       | Telefonica Movistar jnr     | Honda        | 19   | +1.700    | 6       | 13    |
| 5º   | 21 | Franco Battaini       | Campetella Racing           | Aprilia      | 19   | +11.771   | 16      | 11    |
| 6º   | 10 | Fonsi Nieto           | Repsol Telefonica Movistar  | Aprilia      | 19   | +13.220   | 9       | 10    |
| 7º   | 3  | Roberto Rolfo         | Fortuna Honda               | Honda        | 19   | +13.497   | 4       | 9     |
| 8º   | 8  | Naoki Matsudo         | Yamaha Kurz                 | Yamaha       | 19   | +14.027   | 5       | 8     |
| 9º   | 68 | Tekkyū Kayō           | Hitman RC Koshien Yamaha    | Yamaha       | 19   | +24.546   | 12      | 7     |
| 10º  | 50 | Sylvain Guintoli      | Campetella Racing           | Aprilia      | 19   | +42.722   | 8       | 6     |
| 11º  | 6  | Alex Debón            | Troll Honda BQR             | Honda        | 19   | +43.246   | 3       | 5     |
| 12º  | 36 | Erwan Nigon           | Equipe de France - Scrab GP | Aprilia      | 19   | +47.871   | 21      | 4     |
| 13º  | 11 | Joan Olivé            | Aspar Junior                | Aprilia      | 19   | +1:09.405 | 30      | 3     |
| 14º  | 16 | Johan Stigefelt       | Zoppini Abruzzo             | Aprilia      | 19   | +1:09.779 | 13      | 2     |
| 15º  | 96 | Jakub Smrž            | Elit Grand Prix             | Honda        | 19   | +1:21.048 | 10      | 1     |
| 16º  | 34 | Eric Bataille         | Troll Honda BQR             | Honda        | 19   | +1:21.788 | 28      |       |
| 17º  | 13 | Jaroslav Huleš        | Yamaha Kurz                 | Yamaha       | 19   | +1:35.538 | 15      |       |
| 18º  | 57 | Chaz Davies           | Aprilia Germany             | Aprilia      | 19   | +1:38.489 | 29      |       |
| 19º  | 18 | Henk van den Lagemaat | Dark Dog Molenaar           | Honda        | 19   | +1:41.507 | 25      |       |
| 20º  | 98 | Katja Poensgen        | Dark Dog Molenaar           | Honda        | 18   | +1 giro   | 26      |       |

### Ritirati
| Nº | Pilota             | Squadra                     | Motocicletta | Giri | Griglia |
| -- | ------------------ | --------------------------- | ------------ | ---- | ------- |
| 33 | Héctor Faubel      | Aspar Junior                | Aprilia      | 18   | 18      |
| 15 | Christian Gemmel   | Kiefer Castrol-Honda Racing | Honda        | 17   | 24      |
| 26 | Alex Baldolini     | Matteoni Racing             | Aprilia      | 17   | 11      |
| 14 | Anthony West       | Zoppini Abruzzo             | Aprilia      | 15   | 17      |
| 24 | Toni Elías         | Repsol Telefonica Movistar  | Aprilia      | 14   | 27      |
| 71 | Katsuyuki Nakasuga | Sp Tadao Racing             | Yamaha       | 10   | 2       |
| 7  | Randy de Puniet    | Safilo Oxydo-LCR            | Aprilia      | 4    | 20      |
| 28 | Dirk Heidolf       | Aprilia Germany             | Aprilia      | 0    | 19      |
| 67 | Tomoyoshi Koyama   | Sp Tadao Racing             | Yamaha       | 0    | 22      |
| 9  | Hugo Marchand      | Equipe de France - Scrab GP | Aprilia      | 0    | 14      |

## Classe 125

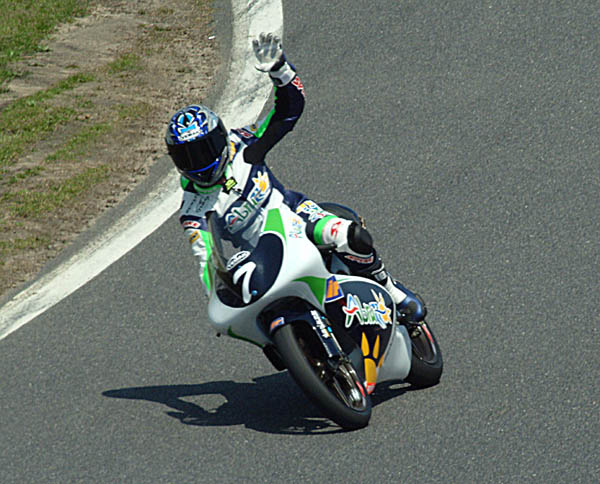
Perugini, vincitore della gara della classe 125

### Arrivati al traguardo
| Pos. | Nº | Pilota             | Squadra                   | Motocicletta | Giri | Tempo     | Griglia | Punti |
| ---- | -- | ------------------ | ------------------------- | ------------ | ---- | --------- | ------- | ----- |
| 1º   | 7  | Stefano Perugini   | Abruzzo Racing            | Aprilia      | 18   | 40:53.083 | 5       | 25    |
| 2º   | 6  | Mirko Giansanti    | Matteoni Racing           | Aprilia      | 18   | +0.037    | 4       | 20    |
| 3º   | 17 | Steve Jenkner      | Exalt Cycle Red Devil     | Aprilia      | 18   | +1.033    | 13      | 16    |
| 4º   | 4  | Lucio Cecchinello  | Safilo Oxydo-LCR          | Aprilia      | 18   | +6.701    | 3       | 13    |
| 5º   | 34 | Andrea Dovizioso   | Team Scot                 | Honda        | 18   | +8.594    | 8       | 11    |
| 6º   | 41 | Yōichi Ui          | Sterilgarda Racing        | Aprilia      | 18   | +8.940    | 18      | 10    |
| 7º   | 22 | Pablo Nieto        | Master-MXOnda-Aspar       | Aprilia      | 18   | +9.083    | 11      | 9     |
| 8º   | 3  | Daniel Pedrosa     | Telefonica Movistar jnr   | Honda        | 18   | +22.993   | 2       | 8     |
| 9º   | 12 | Thomas Lüthi       | Elit Grand Prix           | Honda        | 18   | +33.708   | 17      | 7     |
| 10º  | 23 | Gino Borsoi        | Racing World              | Aprilia      | 18   | +34.234   | 20      | 6     |
| 11º  | 36 | Mika Kallio        | Ajo Motorsports           | Honda        | 18   | +34.280   | 34      | 5     |
| 12º  | 24 | Simone Corsi       | Team Scot                 | Honda        | 18   | +35.245   | 28      | 4     |
| 13º  | 11 | Max Sabbatani      | Abruzzo Racing            | Aprilia      | 18   | +35.818   | 6       | 3     |
| 14º  | 79 | Gábor Talmácsi     | Exalt Cycle Red Devil     | Aprilia      | 18   | +35.945   | 23      | 2     |
| 15º  | 42 | Gioele Pellino     | Sterilgarda Racing        | Aprilia      | 18   | +36.307   | 22      | 1     |
| 16º  | 32 | Fabrizio Lai       | Semprucci Angaia Malaguti | Malaguti     | 18   | +42.964   | 21      |       |
| 17º  | 8  | Masao Azuma        | Ajo Motorsports           | Honda        | 18   | +43.063   | 30      |       |
| 18º  | 19 | Álvaro Bautista    | Seedorf Racing            | Aprilia      | 18   | +51.526   | 19      |       |
| 19º  | 31 | Julián Simón       | Semprucci Angaia Malaguti | Malaguti     | 18   | +57.880   | 24      |       |
| 20º  | 65 | Toshihisa Kuzuhara | Honda Kumamoto Racing     | Honda        | 18   | +58.129   | 25      |       |
| 21º  | 58 | Marco Simoncelli   | Matteoni Racing           | Aprilia      | 18   | +58.412   | 15      |       |
| 22º  | 63 | Mike Di Meglio     | Freesoul Racing           | Aprilia      | 18   | +1:16.078 | 33      |       |
| 23º  | 10 | Roberto Locatelli  | KTM-Red Bull              | KTM          | 18   | +1:17.164 | 27      |       |
| 24º  | 25 | Imre Tóth          | Team Hungary              | Honda        | 18   | +1:21.140 | 31      |       |
| 25º  | 14 | Chris Martin       | Seedorf Racing            | Aprilia      | 18   | +1:21.384 | 32      |       |
| 26º  | 21 | Leon Camier        | Metasystem Racing Service | Honda        | 18   | +1:56.001 | 36      |       |
| 27º  | 67 | Akio Tanaka        | Life Hatada               | Honda        | 17   | +1 giro   | 37      |       |

### Ritirati
| Nº | Pilota          | Squadra                   | Motocicletta | Giri | Griglia |
| -- | --------------- | ------------------------- | ------------ | ---- | ------- |
| 66 | Shūhei Aoyama   | Harc-Pro                  | Honda        | 17   | 12      |
| 78 | Peter Lenart    | Metasystem Racing Service | Honda        | 15   | 35      |
| 27 | Casey Stoner    | Safilo Oxydo-LCR          | Aprilia      | 8    | 7       |
| 33 | Stefano Bianco  | Metis Gilera Racing       | Gilera       | 7    | 10      |
| 48 | Jorge Lorenzo   | Caja Madrid Derbi Racing  | Derbi        | 7    | 29      |
| 15 | Alex De Angelis | Racing World              | Aprilia      | 6    | 1       |
| 1  | Arnaud Vincent  | KTM-Red Bull              | KTM          | 2    | 16      |
| 26 | Emilio Alzamora | Caja Madrid Derbi Racing  | Derbi        | 2    | 14      |
| 80 | Héctor Barberá  | Master-MXOnda-Aspar       | Aprilia      | 1    | 9       |
| 68 | Sadahito Suma   | Team Life                 | Honda        | 1    | 26      |

### Non partito
| Nº | Pilota        | Squadra        | Motocicletta |
| -- | ------------- | -------------- | ------------ |
| 64 | Cheung Way On | S-Way & Revive | Honda        |